# Hijos de papá
Hijos de papá es una película cómica española, del director Rafael Gil, que se estrenó en 1980.

## Argumento
Esta juventud ya no es lo que era. Crítica social en torno a un problema que se había generalizado en la España de ese tiempo: la educación de los hijos. Así, José Bódalo e Irene Gutiérrez Caba interpretan a un matrimonio perteneciente a la generación de españoles, con rígidos valores de obediencia a la autoridad paterna, cierto fanatismo religioso y ciertas normas de urbanidad. Por eso no comprenden el fracaso de sus creencias en una época de libertades ni los nuevos desplantes y actitudes nihilistas y chulescas de los jóvenes de la democracia, que se han visto arrollados e inmersos en los modelos de ocio y supuesta felicidad que impone el modo de vida americano que entraba de manera arrolladora en la sociedad española de la Transición.

## Guion
La película parte de un guion de Fernando Vizcaíno Casas (1926-2003), periodista y abogado, nombrado escritor del año 1984 por la editorial planeta, alcanzó gran éxito con novelas satíricas : De camisa vieja a chaqueta nueva (1976), ...Y al tercer año, resucitó (1978), Viva Franco (con perdón) (1980), Los descamisados (1989), ... y los 40 ladrones, todos al paro (1995), etc.